# Frank Mangelsdorf
Frank Mangelsdorf (* 1957 in Rathenow) ist ein deutscher Journalist, Autor und Herausgeber. Von 2002 bis 2018 war er Chefredakteur der Märkischen Oderzeitung.

## Leben und Wirken
Frank Mangelsdorf studierte Journalistik an der Universität in Leipzig und schloss das Studium mit Diplom ab. Sein Volontariat absolvierte er bei der Zeitung Der Morgen. In der Wendezeit wählte ihn die Redaktion zum stellvertretenden Chefredakteur. 
1990 wechselte er als Deutschland-Korrespondent zur Tageszeitung Die Welt und wurde nach deren Umzug von Bonn in die Bundeshauptstadt Chef des Berlin-Ressorts. 1994 übernahm er die Redaktion Berlin-Brandenburg des Tagesspiegel. Weitere Stationen waren die Berliner Morgenpost sowie die Leitung des Parlamentsbüros der Ostsee-Zeitung.
Von 2002 bis 2018 war Frank Mangelsdorf Chefredakteur der in Frankfurt(Oder) herausgegebenen Märkischen Oderzeitung.
Er ist Initiator des Zukunftspreis Brandenburg und des Brandenburgischen Kunstpreises, dessen Jury er von 2004 bis 2024 leitete.

## Bücher
- La Belle – Anatomie eines Terroranschlags (gemeinsam mit Jens Anker)[5]
- Kunst und Künstler in Brandenburg (Hrsg.)[6]
- Der gläserne Schatz, 2005 (Hrsg.)[7]
- Der gläserne Schatz, 2007, erw. und überarb. Aufl. (Hrsg.)[8]
- Unser Kleist, 2011 (Hrsg.)[9]
- Buchreihe Einst und Jetzt (Hrsg.)[10][11]